# Cédric Fiston
Cédrick Fiston (nacido el 12 de abril de 1981 en Les Abymes, Guadalupe) es un futbolista guadalupeño que juega en la posición de delantero. Actualmente milita en el A.J.S.S. de Guadalupe.

## Clubes
| Club                  | País      | Año       |
| --------------------- | --------- | --------- |
| Girondins de Bordeaux | Francia   | 2002-2003 |
| Académica de Coimbra  | Portugal  | 2003-2004 |
| A.J.S.S.              | Guadalupe | 2006-2007 |

## Selección nacional
Con la Selección de fútbol de Guadalupe disputó la Copa Oro 2007 en Estados Unidos donde llegaron a la instancia de semifinales contra México. En esta copa marcó un gol ante la Selección de fútbol de Haití.
- Datos: Q940133